# Gerhart von Schulze-Gaevernitz

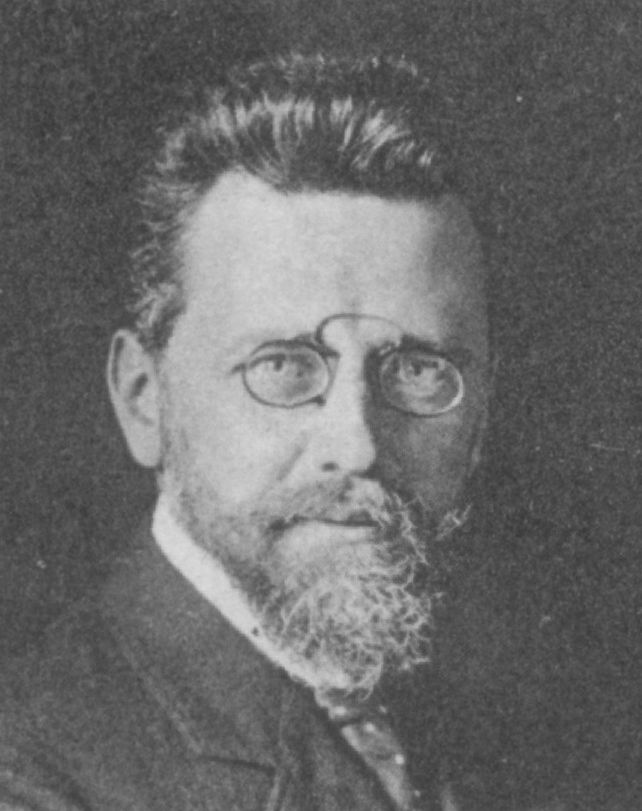
Gerhart von Schulze-Gävernitz 1912.

Gerhart von Schulze-Gaevernitz, före adlandet 1888 Schulze, född 25 juli 1864 i Breslau, död 10 juli 1943 i Krainsdorf, var en tysk nationalekonom. Han var son till Hermann von Schulze-Gävernitz och sonson till Friedrich Gottlob Schulze.
von Schulze-Gaevernitz inträdde tidigt nog på ämbetsmannabanan, men övergick till rent vetenskaplig verksamhet och blev 1893 professor i nationalekonomi vid universitetet i Freiburg im Breisgau. Han lämnade senare denna professur men blev honorärprofessor i nationalekonomi vid samma lärosäte. Han var 1912–1918 ledamot av tyska riksdagen, där han tillhörde Freisinnige Vereinigung, och 1919–1920 ledamot av nationalförsamlingen, där han tillhörde Deutsche Demokratische Partei. Han var närmast lärjunge av Lujo Brentano och tilldrog sig uppmärksamhet för ingående studier av industriella och sociala förhållanden i Storbritannien och Ryssland. Under senare år studerade han främst bankväsendet.